# جارگون فایل
فایل جارگون یک فهرست اصطلاحات و واژه‌نامه از اصطلاح‌های عامیانهٔ برنامه‌نویسان و هکرها است. فایل اولیه جارگون یک مجموعه از واژگان و اصطلاح‌های اصحاب تکنولوژی مانند آزمایشگاه هوش مصنوعی MIT، آزمایشگاه هوش مصنوعی استنفورد و مانند جامعهٔ قدیمی ARPANET AI/LISP/PDP-10 شامل Bolt, Beranek and Newman، دانشگاه کارنگی ملون و مؤسسه پلی‌تکنیک ورسستر است.